# Ридер, Кристина
Кристи́на Ри́дер (нем. Christina Rieder; род. 29 декабря 1993, Целль-ам-Зе, Зальцбург) — австрийская биатлонистка.

## Карьера
В 2012 году становилась бронзовым призёром чемпионата мира среди юниоров в финском Контиолахти. На этапах Кубка мира дебютировала в сезоне 2014/2015.
29 января 2015 года в эстонском Отепя стала вице-чемпионкой Европы в индивидуальной гонке.

### Участие в Чемпионатах мира
| Год  | Место проведения | Инд | Спр | Пр | МС | Эст | См | Сусм |
| 2016 | ЧМ Хольменколлен | —   | 86  | —  | —  | —   | —  | н/д  |
| 2017 | ЧМ Хохфильцен    | 60  | —   | —  | —  | DSQ | —  | н/д  |
| 2019 | ЧМ Эстерсунд     | 35  | —   | —  | —  | 16  | 17 | —    |
| 2020 | ЧМ Антхольц      | 7   | 51  | 31 | —  | 12  | —  | —    |